# Bajan Style
Bajan Style es el álbum debut del grupo Barbadense Cover Drive , lanzado el 7 de mayo de 2012 mediante Polydor Records. La banda reclutó una variedad de productores como Future Cut, Quiz & Larossi, JR Rotem, Aliby, Fábrica Naranja y Steve Mac para trabajar en el expediente. El álbum tiene sus raíces en R & B, pop, fusión de reggae, hip hop y otros géneros synthpop.
"Estilo Bajan" recibió críticas generalmente positivas de los críticos de música, que complementa Barbados cubierta de la unidad de "verano"-sentirse entrada a listas británicas y se describe canciones de la banda como "pegadizo". Los críticos también aplaudió al grupo el cantante Amanda Reifer por su habilidad fácil de realizar diferentes estilos de canciones, y en comparación a la cantante Rihanna, que al igual que la banda, también se origina en Barbados. Algunos compararon sensación del álbum a las de No Doubt y los Black Eyed Peas. El álbum llegó al número 14 en el UK Albums Chart y en la carta de los álbumes de Escocia en 28.
Cuatro singles han sido lanzados del álbum en agosto de 2012, tres de los cuales han trazado dentro de los diez primeros de la lista de singles del Reino Unido. "Lick Ya Down" fue lanzado como el primer sencillo el 28 de agosto de 2011. Después de recibir airplay pesado en la radio y canales de música en el Reino Unido, la canción alcanzó el número nueve en la lista de singles del Reino Unido. El segundo sencillo de "Twilight", se convirtió en el primer sencillo del grupo para trazar en Irlanda, y su primer número uno en Reino Unido. "Sparks", el tercer sencillo, llegó al número cuatro en el Reino Unido y 29 en Irlanda. "Explode" con la voz de rapero Dappy británico mugre sirvió como el cuarto sencillo del álbum y alcanzó el número 29 en el Reino Unido y 27 en Irlanda.

## Lista de canciones
| N.º | Título                  | Escritor(es)                                                                                                   | Producer(s)            | Duración |  |
| 1.  | «Bajan Style (Intro)»   | Amanda Reifer, Thomas Ray Armstrong, Jamar Harding, Barry Hill, Lyiola Babalola, Darren Lewis, Viktoria Hansen | Future Cut             | 1:17     |  |
| 2.  | «Twilight»              | Andreas Romdhane, Josef Larossi, Ina Wroldsen, Karen Reifer, Armstrong, Harding                                | Quiz & Larossi         | 3:27     |  |
| 3.  | «Lick Ya Down»          | Jonathan Rotem, Marty James, Amanda Reifer, Armstrong, Harding, Peter Ring                                     | J.R. Rotem, Aliby (co) | 3:21     |  |
| 4.  | «Headphones»            | Karen Reifer, Armstrong, Harding, BobbyBass, JRemy, Jonathan Perkins, Redd Stylez, Khaled Rohaim               | Orange Factory         | 3:58     |  |
| 5.  | «That Girl»             | Karen Reifer, Armstrong, Harding, Steve Mac, Wroldsen                                                          | Steve Mac              | 2:37     |  |
| 6.  | «Sparks»                | Karen Reifer, Armstrong, Harding, Wayne Hector, Mac                                                            | Steve Mac              | 2:55     |  |
| 7.  | «Explode»               | Karen Reifer, Armstrong, Harding, Hill, Mac                                                                    | Steve Mac              | 3:08     |  |
| 8.  | «Wrongside»             | Karen Reifer, Armstrong, Harding, August Rigo                                                                  | August Rigo            | 3:26     |  |
| 9.  | «Can't Live in a World» | Karen Reifer, Armstrong, Harding, Hill, Ali Tamposi, Dwayne Chin-quee, Mitchum Chin, Mathew Samuels            | Supa Dups              | 3:48     |  |
| 10. | «Hurricane»             | Karen Reifer, Armstrong, Harding, Hill, Babalola, Lewis, Hansen                                                | Future Cut             | 3:24     |  |
| 11. | «I Know You Too Well»   | Wayne Hector, Karen Reifer, Armstrong, Harding, Romdhane, Larossi                                              | Quiz & Larossi         | 3:26     |  |
| 12. | «Bajan Style (Outro)»   | Karen Reifer, Armstrong, Harding, Hill, Babalola, Lewis, Hansen                                                | Future Cut             | 0:37     |  |

| Digital Deluxe Edition Bonus Tracks |                              | |             |          |  |
| N.º                                 | Título                       | Escritor(es) | Producer(s) | Duración |  |
| 13.                                 | «She La La Lay»              | Karen Reifer, Armstrong, Harding, Hill, Sean Henriques, Wycliffe Johnson, Clifford Ray Smith, Cleveland Constatine Browne, Eliseus Joseph, Julian Griffith |             | 3:05     |  |
| 14.                                 | «No Breaks»                  | Hasham Hussain, Denarius Motes, Tiyon "TC" Mack, Karen Reifer, Armstrong, Harding                                                                          |             | 3:07     |  |
| 15.                                 | «Bajan Style» (Full Version) | Babalola, Lewis, Viktoria Hansen, Karen Reifer, Armstrong, Harding, Hill                                                                                   | Future Cut  | 2:59     |  |

| Digital Deluxe Edition Bonus Videos |                        |                                                               |                             |          |  |
| N.º                                 | Título                 | Escritor(es)                                                  | Director(s)                 | Duración |  |
| 16.                                 | «Lick Ya Down» (Video) | Rotem, James, Karen Reifer, Armstrong, Harding, Ring          | Syndrome                    | 3:35     |  |
| 17.                                 | «Twilight» (Video)     | Romdhane, Larossi, Wroldsen, Karen Reifer, Armstrong, Harding | John D. Aguon and Chaz Wood | 3:35     |  |
| 18.                                 | «Sparks» (Video)       | Karen Reifer, Armstrong, Harding, Wayne Hector, Mac           | Declan Whitebloom           | 3:04     |  |

- Datos: Q4848846